# Mathilde von Österreich-Teschen

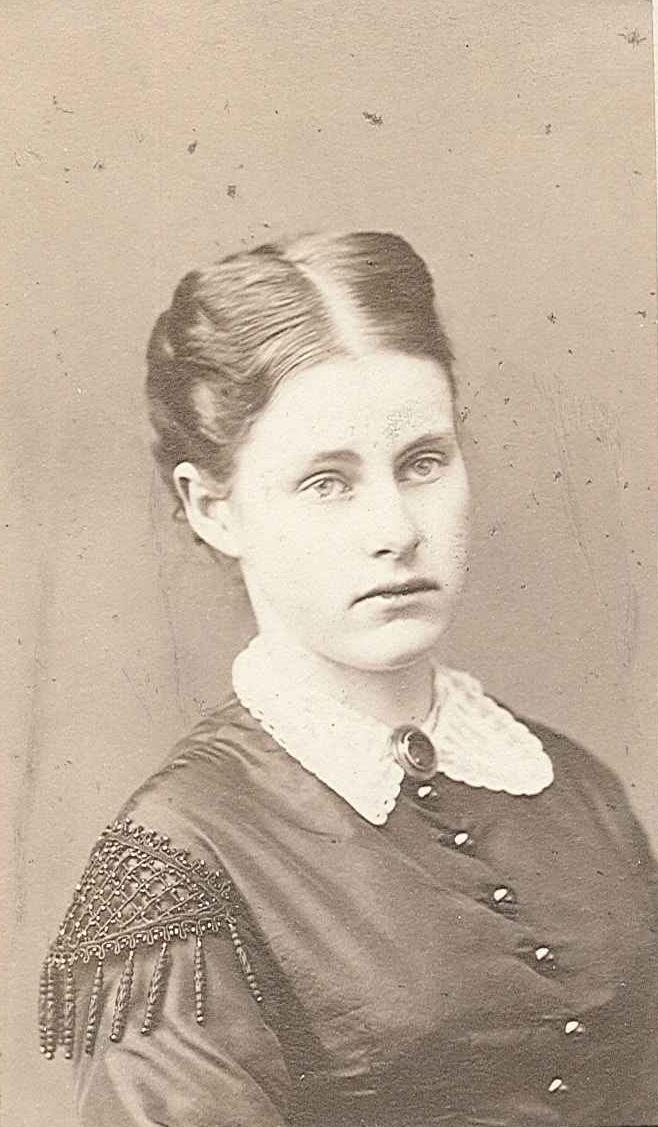
Erzherzogin Mathilde, 1867
Foto: Atelier Adèle, Wien

Erzherzogin Mathilde Marie Adelgunde Alexandra von Österreich (* 25. Jänner 1849 in Wien; † 6. Juni 1867 in Schloss Hetzendorf bei Wien) war ein Mitglied des österreichischen Herrscherhauses Habsburg-Lothringen.

## Leben

### Herkunft
Mathilde wurde als zweite Tochter von Feldmarschallleutnant Erzherzog Albrecht (1817–1895) und der Prinzessin Hildegard Luise von Bayern (1825–1864) geboren. Mütterlicherseits war sie eine Enkelin des abgedankten Königs Ludwig I. von Bayern und Nichte Maximilians II. von Bayern. Ihre Vornamen gehen auf die Schwestern ihrer Mutter, die Prinzessinnen Mathilde (1813–1862), Adelgunde (1823–1914) und Alexandra (1826–1875) von Bayern, zurück, zu denen Erzherzogin Hildegard ein sehr enges Verhältnis hatte.
Mathilde hatte zwei ältere Geschwister. Maria Theresia (1845–1927) wurde 1865 die Gemahlin von Herzog Philipp von Württemberg (1838–1917). Ihr einziger Bruder Karl Albrecht (1847–1848) starb im Alter von 18 Monaten an den Pocken.

### Kindheit und Jugend

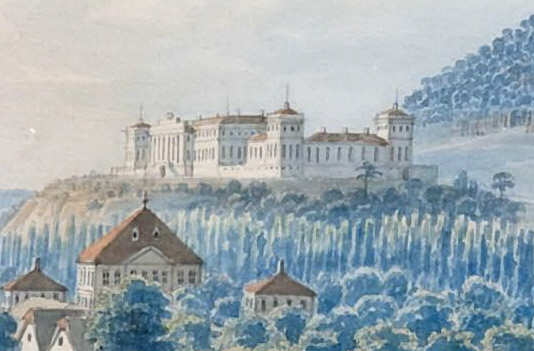
Sommerresidenz Schloss Weilburg, Baden bei Wien.

Mathilde wuchs in überaus reichen Verhältnissen auf. Ihr Vater Erzherzog Albrecht hatte im Alter von 12 Jahren per testamentarischer Verfügung die sogenannte Weilburg (eigentlich Schloss Weilburg) in Baden bei Wien von seiner Mutter Henriette von Nassau (1797–1829) geerbt, die ihrerseits diese prächtige für sie errichtete und nach ihrem Stammhaus benannte Sommerresidenz 1821 von ihrem Gemahl Erzherzog Karl (1771–1847) geschenkt bekommen hatte. Letzterer unterhielt und verwaltete das Schloss für den minderjährigen Sohn und verbrachte bis zu seinem Tod gewöhnlich dort auch im Witwenstand gemeinsam mit seinen Kindern die fünf wärmsten Monate des Jahres. Erzherzog Albrecht setzte diese Tradition fort und hielt sich mit seiner Familie fast jeden Sommer in Baden auf, wo Erzherzogin Hildegard sich größter Beliebtheit erfreute und aufgrund ihrer Wohltätigkeit – zu der sie auch ihre Töchter Marie Therese und Mathilde erzog – im Volksmund Engelsherz genannt wurde.
In der kalten Jahreszeit bewohnte die Familie das in Wien auf der Augustinerbastei direkt an die Hofburg angrenzende Palais Erzherzog Albrecht (heute Albertina nach der darin bewahrten Sammlung). Der Kontakt zur kaiserlichen Familie war eng, auch, weil sich Kaiserin Elisabeth gerne mit ihrer Cousine Erzherzogin Hildegard umgab.

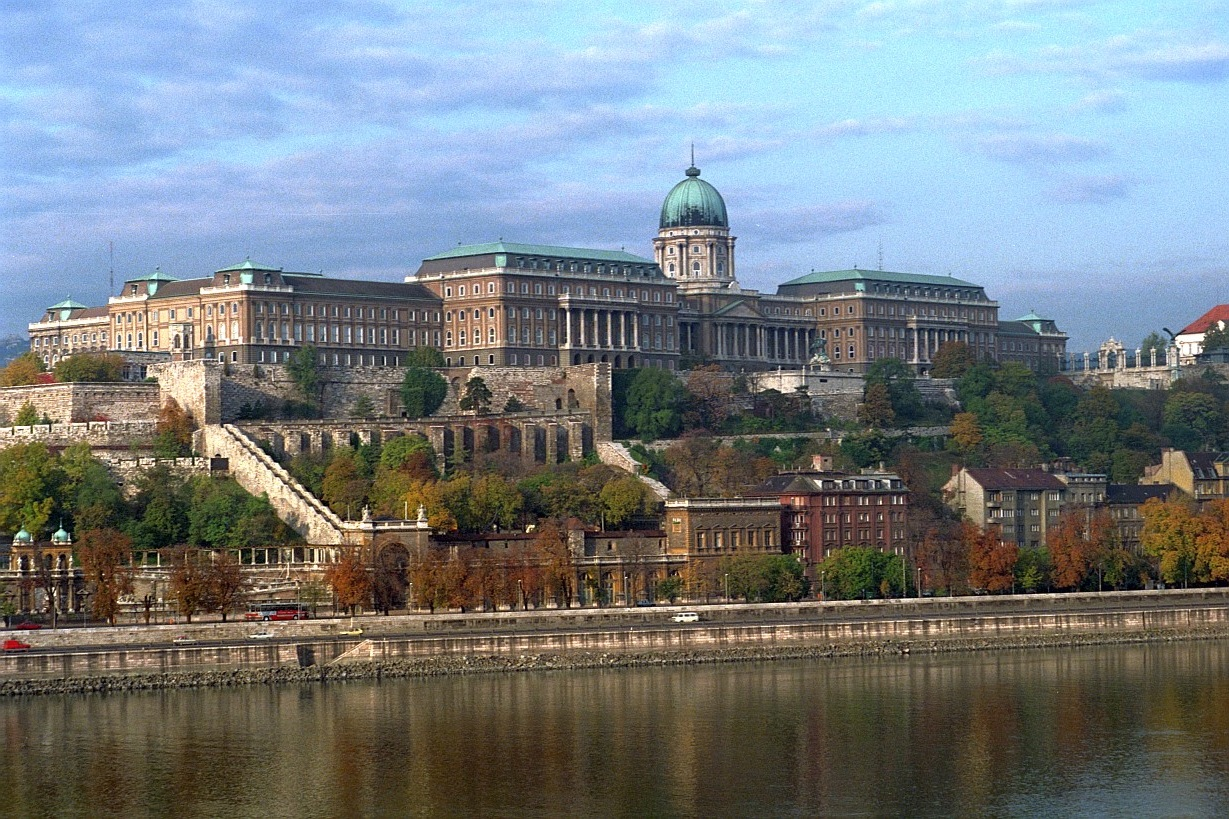
Burgpalast, Budapest. Aufenthaltsort der erzherzoglichen Familie von 1852 bis 1860.

Aufgrund der dienstlichen Verpflichtungen Erzherzog Alberts lebte seine Gattin mit ihren Kindern allerdings den größten Teil des Jahres von ihm getrennt. Zum Zeitpunkt von Mathildes Geburt hielt sie sich in Salzburg auf, über längere Zeiträume auch in Berchtesgaden und in München, bevor die Familie nach der Ernennung des Erzherzogs zum Militär- und Zivil-Gouverneur in Ungarn über längere Zeiträume in Ofen (Buda, heute Ortsteil von Budapest) vereint war, wo ihr ab April 1852 zuerst das gräflich Sandor'sche Palais, ab dem Herbst desselben Jahres und bis 1860 der inzwischen nach Behebung der Schäden von 1848/1849 wieder wohnlich eingerichtete Burgpalast zur Verfügung stand.
Im Alter von 15 Jahren verlor Mathilde ihre Mutter, die im März 1864 auf der Rückreise von ihrem Aufenthalt in München zum Begräbnis ihres Bruders Maximilian II. von Bayern erkrankt war (1811–1864) und Anfang April in Wien starb.

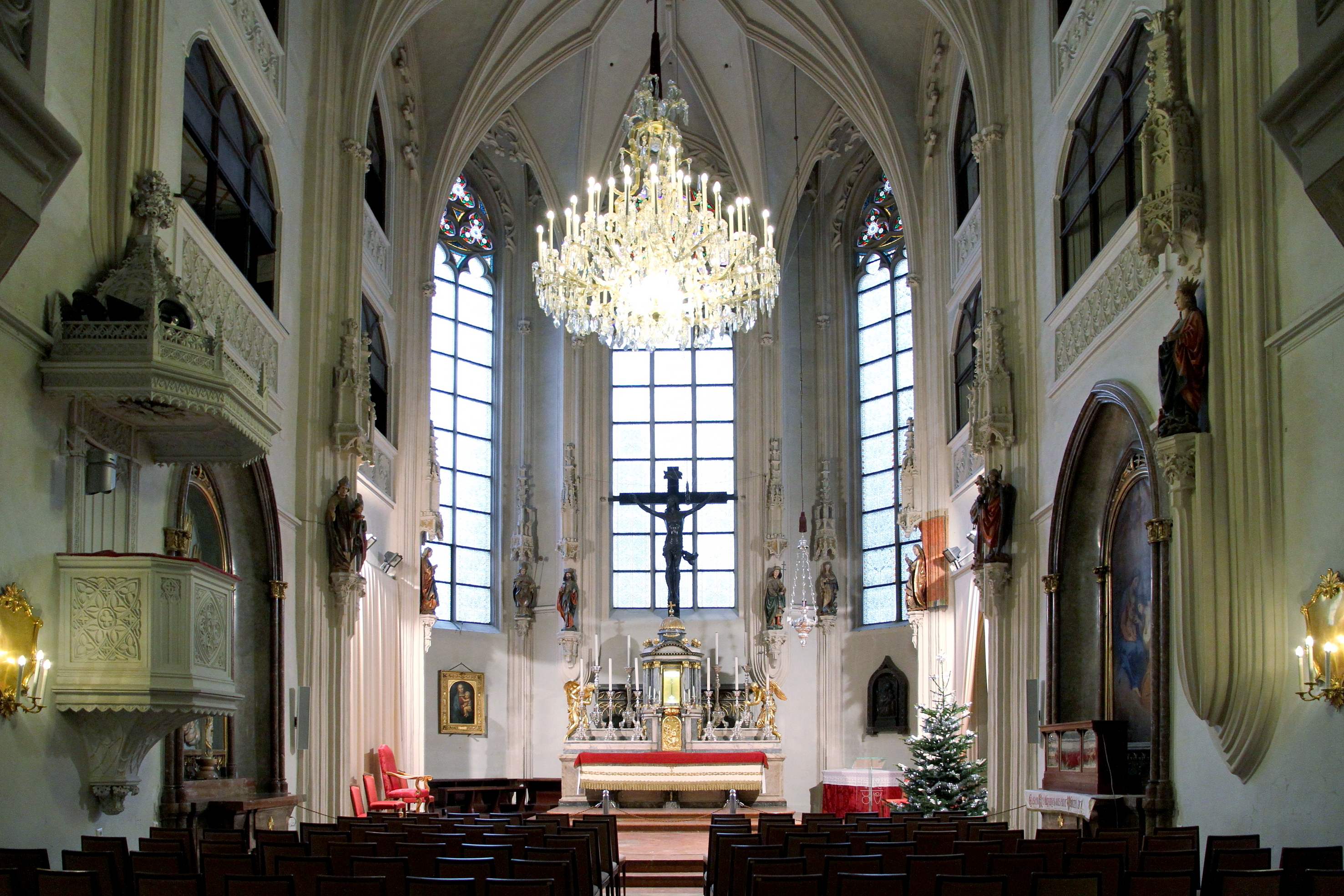
Hofburgkapelle, Wien.
Ort der Firmung (1865) und der Aufbahrung (1867).

Im Einklang mit ihrer konservativ-katholischen Erziehung empfing die junge Prinzessin am 28. Oktober 1865 die Firmung in der Wiener Hofburgkapelle. Firmspender war Kardinal Fürsterzbischof von Rauscher, Firmpatin ihre Tante Adelgunde von Bayern, verheiratete Herzogin von Modena.
Als Kardinal Rauscher zwei Monate später im Albrechtspalais das Zwillingspaar taufte, von dem ihre Schwester Erzherzogin Marie-Therese am 23. Dezember entbunden worden war kam Mathilde die Ehre zuteil, im Beisein des Kaisers und sämtlicher in Wien weilender Mitglieder des kaiserlichen Hauses als stellvertretende Taufpatin ihrer Nichte Marie Amelie von Württemberg (1865–1883) für die abwesende Patin Königin Victoria zu fungieren.
Auf Wunsch des Kaisers wurde die junge Prinzessin 1866 und 1867 von dem Professor der diplomatischen Staatengeschichte und des Völkerrechts an der Universität Wien Leopold Neumann in Geschichte und Literatur unterrichtet.
Zu Mathildes Freundeskreis zählte unter anderem die gleichaltrige Erzherzogin Marie Therese (1849–1919), die spätere Königin von Bayern, deren Mutter Elisabeth (1831–1903) in zweiter Ehe Erzherzog Karl Ferdinand (1818–1874), einen Onkel Mathildes, geheiratet hatte.
Ein entfernter Cousin, Erzherzog Ludwig Salvator (1847–1915) aus der italienischen Nebenlinie der Habsburger, soll sich in Mathilde verliebt und sie als seine Braut angesehen haben, sie waren jedoch nicht verlobt. Mathilde sollte jedoch an der Seite des Prinzen Umberto von Savoyen (1844–1900) Königin von Italien werden, um die gespannten Beziehungen zwischen Österreich und Italien zu verbessern.

### Tod

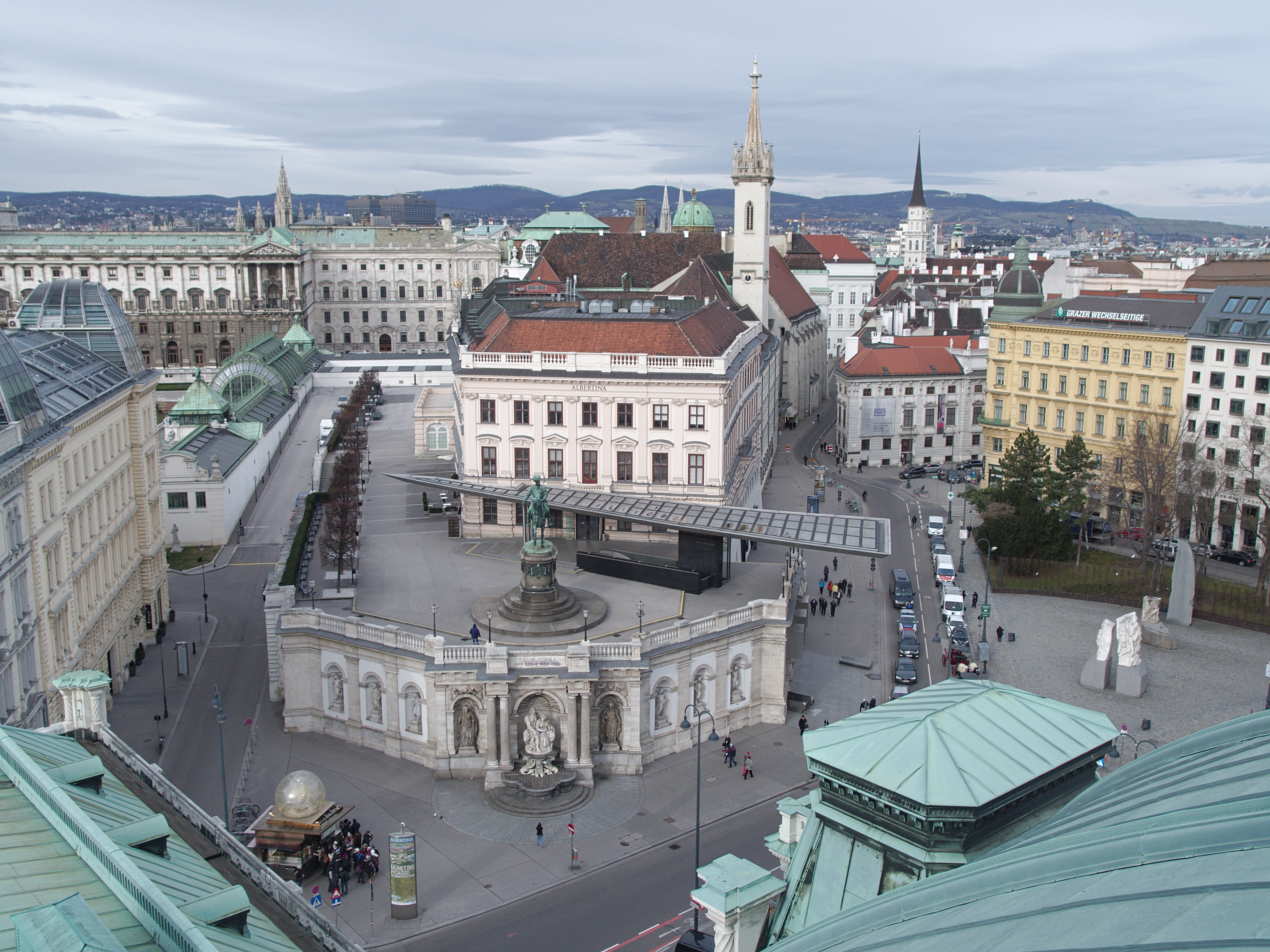
Der Ort des fatalen Unglücksfalls, das ehemalige erzherzogliche Palais (heute Albertina), Augustinerbastei, Wien

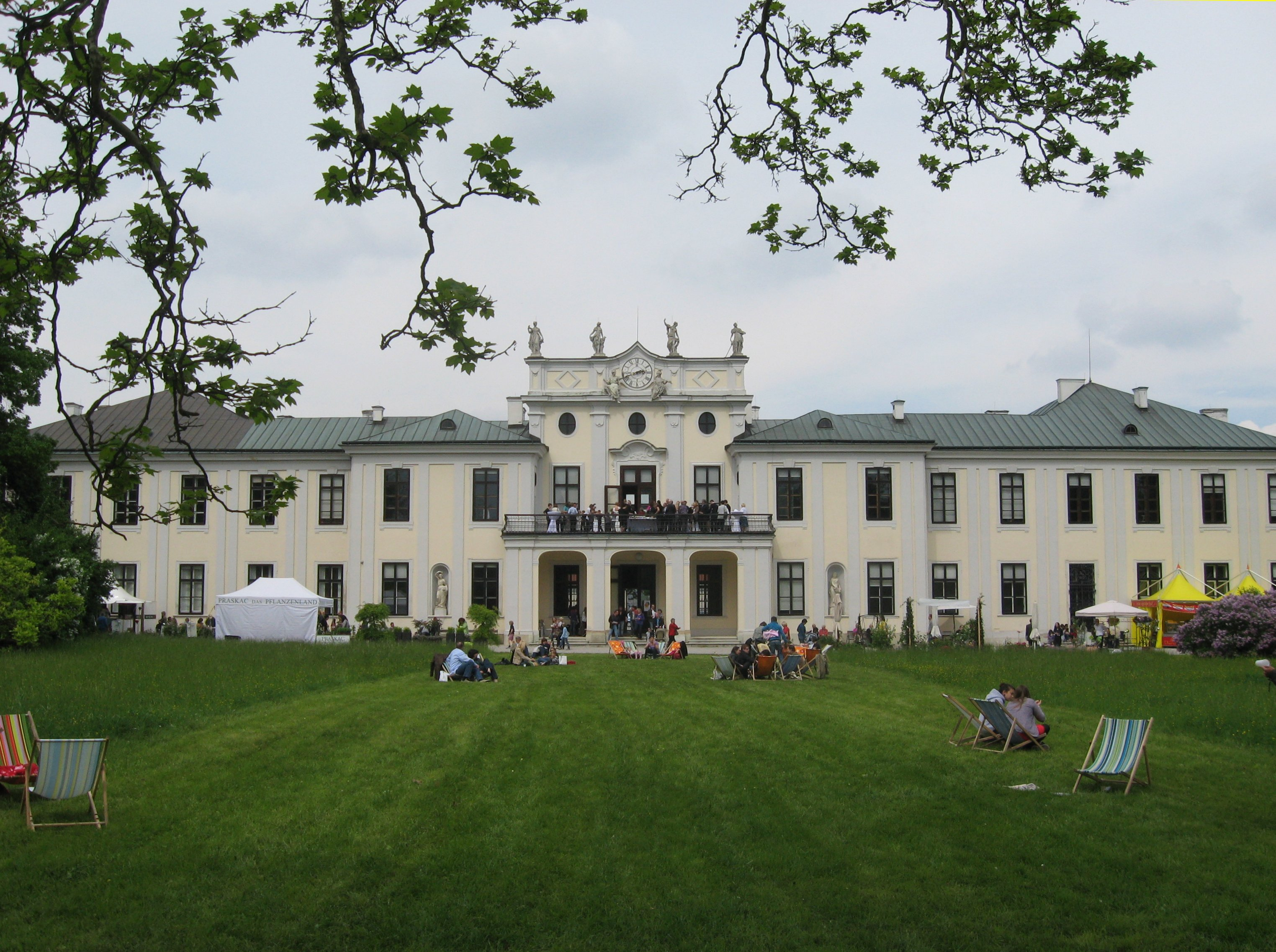
Schloss Hetzendorf

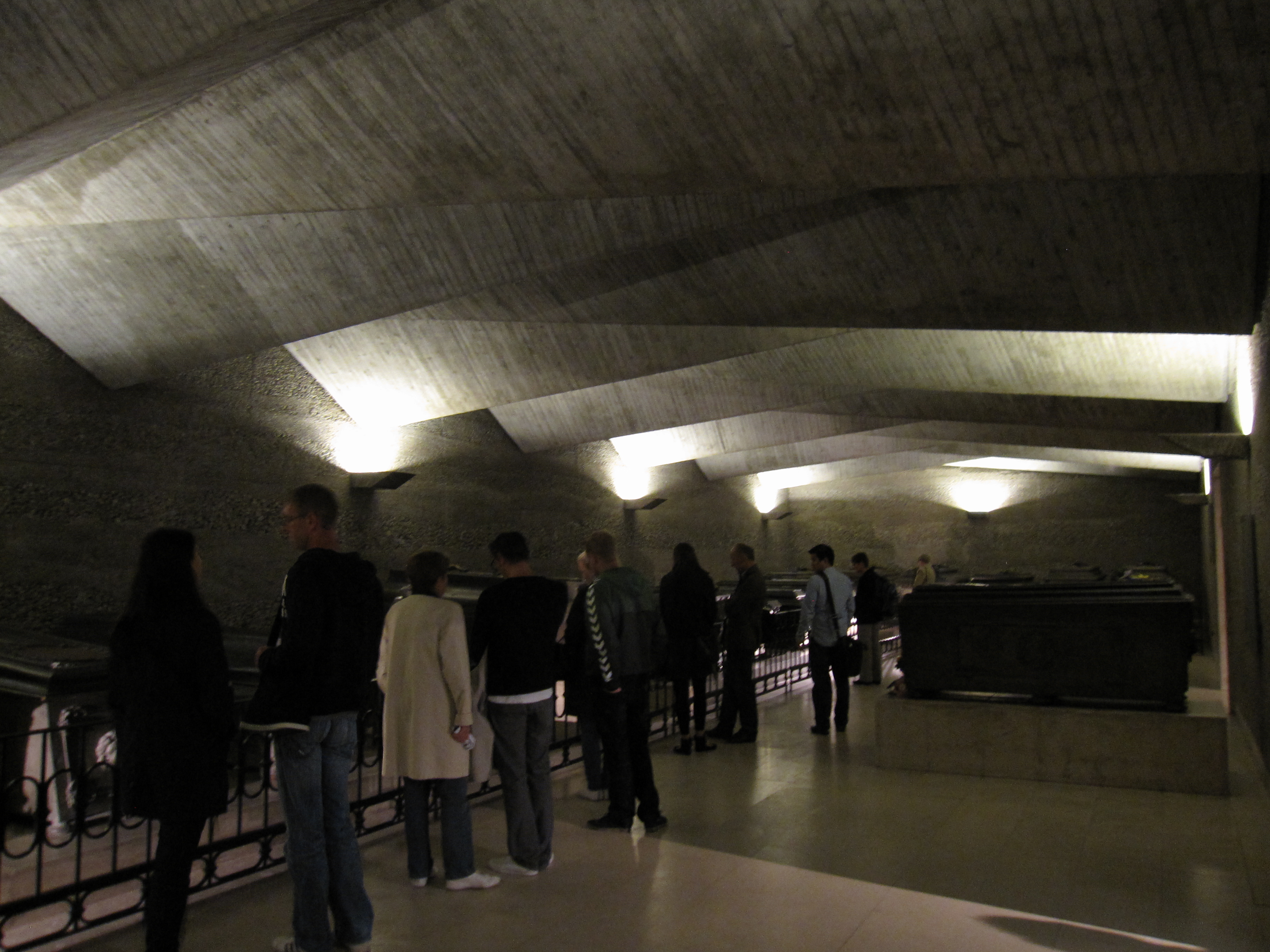
Neue Gruft, Teil der Kaisergruft unter dem Kapuzinerkloster Wien

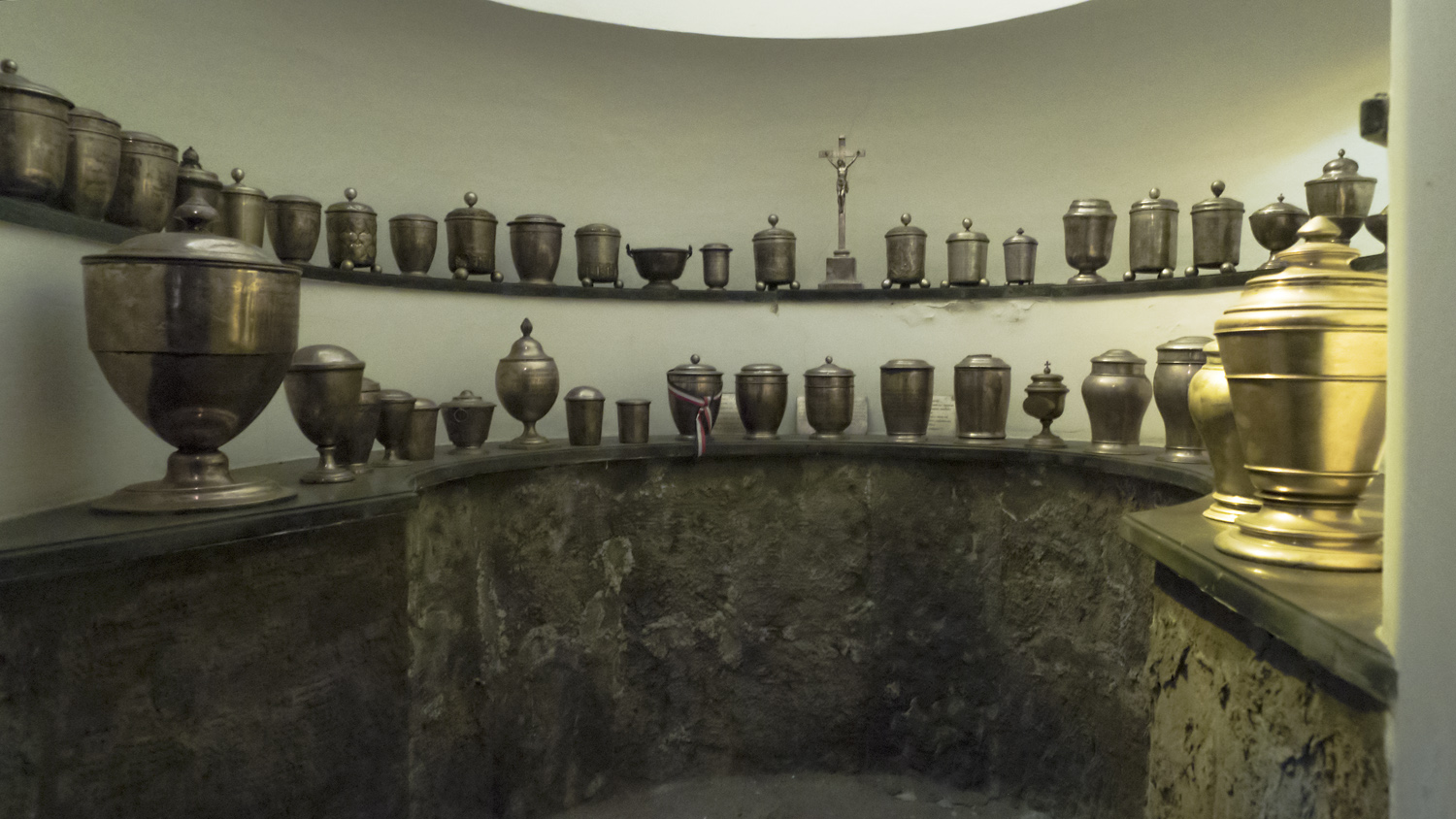
Die Herzgruft der Loretokapelle, Augustinerkirche Wien

Erzherzogin Mathilde von Österreich-Teschen starb am 6. Juni 1867 um 6 Uhr früh im kaiserlichen Gästehaus Schloss Hetzendorf im Alter von 18 Jahren infolge erlittener Brandwunden an „Erschöpfung“. Der Leichnam wurde am 10. Juni 1867 nachts bei Fackelschein in Begleitung des gesamten Hofstaats der Verstorbenen und einer großen schweigenden Menschenmenge zur Aufbahrung in die k.k. Hofburgkapelle übertragen und am 11. Juni 1867 nachmittags in der Kaisergruft unter dem Wiener Kapuzinerkloster beigesetzt. Der feierlichen Leichenbestattung vorausgegangen war am selben Tag die getrennte Bestattung des Herzens in der Herzgruft der Habsburger in der Loretokapelle der Wiener Augustinerkirche. Der Sarkophag der Erzherzogin wurde in der Kaisergruft neben dem ihrer Mutter aufgestellt. Heute ruhen Erzherzogin Mathilde, ihre Mutter Erzherzogin Hildegard und ihr Bruder Erzherzog Karl Albrecht nebeneinander in dem 1908/1909 erweiterten Teil dieser auch als Kapuzinergruft bekannten Begräbnisstätte, der sogenannten „Neuen Gruft“.

#### Hergang des zum Tode führenden Unglücksfalls
Die schweren Verbrennungen, die zum Tod führten, hatte die junge Erzherzogin sich zwei Wochen zuvor, am 22. Mai 1867, im erzherzoglichen Palais Albrecht in Wien durch ein aus letztlich ungeklärter Ursache in Brand geratenes Kleid zugezogen.

Fürstin Marie zu Erbach-Schönberg erwähnt das Ereignis in ihren Erinnerungen. Am 25. Mai 1867 schreibt sie in ihr Tagebuch: 

„Etwas sehr Trauriges ist in Wien geschehen: Die achtzehnjährige Erzherzogin Mathilde, Tochter des Erzherzogs Albrecht, ist halb verbrannt. Am 22. stand sie abends halb sechs Uhr an ihrem Schlafzimmerfenster und sah auf die Straße hinunter, als sie plötzlich eine entsetzliche Hitze verspürte. Sie drehte sich um und sah, dass ihr Kleid in Flammen stand […] Man kann gar nicht begreifen, wie das Unglück geschah, denn es war weder Feuer, noch Licht im Zimmer. Wahrscheinlich lag ein Zündhölzchen am Boden, auf das sie getreten sein muß.“

In ihrem Tagebucheintrag vom 7. Juni 1867 erwähnt sie dann den Tod „der unglücklichen Erzherzogin Mathilde, die ihren Brandwunden erlag.“
Prinz Wilhelm zu Schaumburg-Lippe schildert die Todesumstände in einem Brief an Herzog Adolph von Nassau: „Gestern speisete ich noch mit ihr, sie saß neben mir und war so liebenswürdig, sah so schön aus, und jetzt liegt sie ganz in Watte mit Eisumschlägen. Um 5 1/2 Uhr nach dem Diner heute wollte Erzherzog Albrecht mit ihr ausfahren. Alle zogen sich zurück, auch Erzherzogin Elisabeth mit ihrer so schönen Tochter Therese, welche grad dort sind. Die Erzherzogin Mathilde geht in ihr Zimmer sich zum Ausfahren zu arrangieren, sieht aus dem Fenster, als sie einen Stich in die Wade fühlt, sie sieht sich um – da sieht sie die Flamme! Sie läuft heraus auf den Gang schreiend wohl über 25 Schritt bis ein Lakai kommt, welcher einen Mantel über sie wirft – sie leider aber nicht mit Gewalt festhält, wodurch das Feuer wieder Luft gewinnt, bis ein zweiter kommt und dann auch Wasser Mantel u. s. w. endlich das Feuer bewältigt. Aber leider sind bedeutende Brandwunden vorhanden, so daß Pf. Pitter aussagt, es sei höchst bedenklich. […] Vom Hals herab sind Schultern, etwas Arme, der ganze Rücken heftig verbrannt, auch rückwärts noch weiter herunter. Glücklich ist vorn nichts verbrannt, was ein kleiner Trost in dem furchtbaren Unglück ist!“ Als Auslöser des Brandes vermutete auch Prinz Wilhelm, dass Mathilde auf ein Zündhölzchen getreten sein könne.
Laut einer anderen Version hatte die Erzherzogin für einen Theaterbesuch ein Kleid aus indischem Musselin angezogen. Diese Art von Stoff wurde in der damaligen Zeit mit Glycerin imprägniert, um dem Stoff mehr Fülle zu geben. Vor der Abfahrt ins Theater wollte sie noch eine Zigarette rauchen. Als plötzlich ihr Vater, der ihr das Rauchen streng verboten hatte, eintrat, versteckte sie die Zigarette hinter ihrem bauschigen Kleid. Der leicht brennbare, glycerinimprägnierte Stoff ging sofort in Flammen auf. Die Erzherzogin erlitt Verbrennungen zweiten und dritten Grades. Rettungsversuche blieben erfolglos, sie verstarb ungefähr zwei Wochen nach dem tragischen Unglücksfall.